# Oreopanax albanensis
Oreopanax albanensis är en araliaväxtart som beskrevs av José Cuatrecasas. Oreopanax albanensis ingår i släktet Oreopanax och familjen Araliaceae. Inga underarter finns listade.